# 경사 하강법

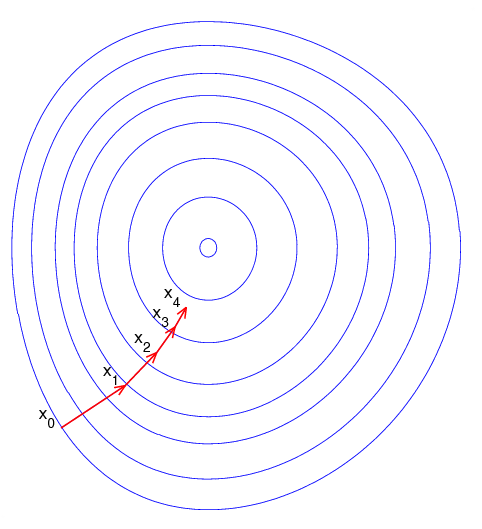
경사 하강법을 실행하는 모습. 에서 시작하여, 경사가 낮아지는 쪽으로 이동하여 차례대로 를 얻는다.

경사 하강법(傾斜下降法, Gradient descent)은 1차 근삿값 발견용 최적화 알고리즘이다. 기본 개념은 함수의 기울기(경사)를 구하고 경사의 반대 방향으로 계속 이동시켜 극값에 이를 때까지 반복시키는 것이다.

## 설명
최적화할 함수 {\displaystyle f(\mathbf {x} )}에 대하여, 먼저 시작점 {\displaystyle \mathbf {x} _{0}}를 정한다. 현재 {\displaystyle \mathbf {x} _{i}}가 주어졌을 때, 그 다음으로 이동할 점인 {\displaystyle \mathbf {x} _{i+1}}은 다음과 같이 계산된다.
{\displaystyle \mathbf {x} _{i+1}=\mathbf {x} _{i}-\gamma _{i}\nabla f(\mathbf {x} _{i})}
이때 {\displaystyle \gamma _{i}}는 이동할 거리를 조절하는 매개변수이다.
이 알고리즘의 수렴 여부는 f의 성질과 {\displaystyle \gamma _{i}}의 선택에 따라 달라진다. 또한, 이 알고리즘은 지역 최적해로 수렴한다.
따라서 구한 값이 전역적인 최적해라는 것을 보장하지 않으며 시작점 {\displaystyle \mathbf {x} _{0}}의 선택에 따라서 달라진다.
이에 따라 다양한 시작점에 대해 하강법을 적용하여 그 중 가장 좋은 결과를 선택할 수도 있다.

## 평가 및 장단점
경사 하강법은 모든 차원과 모든 공간에서의 적용이 가능하다. 심지어 무한 차원상에서도 쓰일 수 있다. (이 경우 해당 차원이 만들어내는 공간을 함수 공간이라고 한다.)
정확성을 위해서 극값으로 이동함에 있어 매우 많은 단계를 거쳐야하며, 주어진 함수에서의 곡률에 따라서 거의 같은 위치에서 시작했음에도 불구하고 완전히 다른 결과로 이어질 수도 있다.

## 프로그램 코드 예제
다음은 파이썬 언어로 작성한 경사 하강법 알고리즘으로, f(x)=x4−3x3+2 함수의 극값을 미분값인 f′(x)=4x3−9x2를 통해 찾는 예를 보여준다.
```
# From calculation, we expect that the local minimum occurs at x=9/4

x_old
 
=
 
0

x_new
 
=
 
6
 
# The algorithm starts at x=6

eps
 
=
 
0.01
 
# step size

precision
 
=
 
0.00001

def
 
f_prime
(
x
):

    
return
 
4
 
*
 
x
**
3
 
-
 
9
 
*
 
x
**
2

while
 
abs
(
x_new
 
-
 
x_old
)
 
>
 
precision
:

    
x_old
 
=
 
x_new

    
x_new
 
=
 
x_old
 
-
 
eps
 
*
 
f_prime
(
x_old
)

print
(
f
"Local minimum occurs at: 
{
x_new
}
"
)

```

이는 x 값 하나에 대해서만 극값을 파악한다. 실제로는 여러 개의 특징값(feature)들이 있으므로 해당 값들마다 병행적으로 결과 값을 구하면서 반복해야 한다.

## 같이 보기
- 켤레기울기법
- 확률적 경사 하강법
- 델타 규칙
- 아메바 방법